# Thomas Ford (homme politique)
Pour l’article homonyme, voir Thomas Ford (compositeur).
Thomas Ford (5 décembre 1800 - 3 novembre 1850) est un homme politique américain qui est gouverneur de l'Illinois.

## Source
- (en) Cet article est partiellement ou en totalité issue d'une traduction de l'article Wikipédia en anglais intitule « en:Thomas Ford (politician) ».